# Temperatura de soroll d'una antena
La Termperatura de soroll d'una antena és un paràmetre que descriu quant de soroll produeix una antena en un ambient donat. Aquesta temperatura no és la temperatura física de l'antena, sino que és la temperatura d'una hipotètica resistència a l'entrada d'un receptor ideal que generaria la mateixa quantitat de soroll per unitat d'amplada de banda.
Es pot calcular:
{\displaystyle Ta=1/4\pi \textstyle \int _{0}^{2\pi }\displaystyle \textstyle \int _{0}^{\pi }\displaystyle R(\theta ,\phi )T(\theta ,\phi )\sin(\theta )\partial \theta \partial \phi }
on :
{\displaystyle Ta} : temperatura de soroll de l'antena
{\displaystyle R(\theta ,\phi )} : és el diagrama de radiació de l'antena
{\displaystyle T(\theta ,\phi )} : és la distribució de temperatura que veu l'antena
Llavors en una antena isotròpica (diagrama de radiació constant en totes direccions) la temperatura de soroll seria la mitja de totes les temperatures al voltant de l'antena. En una antena molt directiva la temperatura de soroll només dependria de la temperatura a la que està mirant l'antena.